# Belgisch curlingteam (gemengd)
Het Belgisch curlingteam vertegenwoordigt België in internationale curlingwedstrijden.

## Geschiedenis
België nam voor het eerst deel aan een internationaal curlingtoernooi voor gemengde landenteams in 2015, toen het van de partij was op het allereerste wereldkampioenschap in deze curlingdiscipline. Het wereldkampioenschap was de opvolger van het Europees kampioenschap, waarvan de eerste editie in 2005 plaatsvond en tien jaar later vervangen werd door een mondiaal toernooi.
Het Belgische team, onder leiding van skip Stefan Van Dijck, opende het toernooi met een 6-2-nederlaag tegen Slowakije. Ook de komende vijf wedstrijden gingen verloren. Het toernooi werd toch nog met een positieve noot beëindigd, door de laatste twee wedstrijden (tegen Roemenië en Litouwen) winnend af te sluiten. België eindigde uiteindelijk op de 28ste plaats, op 36 deelnemers.
Een jaar later was België wederom van de partij. Onder leiding van skip Loes Willems werden ditmaal alle groepswedstrijden verloren. In 2017 en 2018 ontbrak België op het wereldkampioenschap. In 2019 keerde het land terug, en verloor het wederom al zijn groepswedstrijden.
Daarna was het wachten tot 2023 voor de volgende Belgische deelname. Het team rond Timothy Verreycken deed het uitstekend. België wist de groepsfase te overleven en strandde uiteindelijk pas in de kwartfinale tegen de latere wereldkampioen Zweden. België eindigde zo op de vijfde plaats, met voorsprong de beste Belgische prestatie ooit op een mondiaal curlingkampioenschap.

## België op het wereldkampioenschap
| Jaar | Plaats        | Skip                | WG            | W             | V             | PV            | PT            |
| ---- | ------------- | ------------------- | ------------- | ------------- | ------------- | ------------- | ------------- |
| 2015 | 28            | Stefan Van Dijck    | 8             | 2             | 6             | 30            | 47            |
| 2016 | 37            | Loes Willems        | 7             | 0             | 7             | 25            | 58            |
| 2017 | Geen deelname | Geen deelname       | Geen deelname | Geen deelname | Geen deelname | Geen deelname | Geen deelname |
| 2018 | Geen deelname | Geen deelname       | Geen deelname | Geen deelname | Geen deelname | Geen deelname | Geen deelname |
| 2019 | 40            | Veerle Geerinckx    | 7             | 0             | 7             | 21            | 68            |
| 2022 | Geen deelname | Geen deelname       | Geen deelname | Geen deelname | Geen deelname | Geen deelname | Geen deelname |
| 2023 | 5             | Timothy Verreycken  | 10            | 7             | 3             | 66            | 43            |
| 2024 | 33            | Caro van Oosterwyck | 7             | 2             | 5             | 36            | 48            |

Basketbal (mannen · vrouwen) · Basketbal 3x3 (mannen · vrouwen) · Cricket (mannen · vrouwen) · Curling (gemengd · gemengddubbel · mannen · vrouwen) · Handbal (mannen · vrouwen) · Hockey (mannen · vrouwen) · Honkbal (mannen) · IJshockey (mannen · vrouwen) · Korfbal (gemengd) · Rugby (mannen · vrouwen) · Softbal (mannen · vrouwen) · Strandvoetbal (mannen · vrouwen) · Tennis (mannen · vrouwen) · Touwtrekken (mannen · vrouwen) · Voetbal (mannen · vrouwen) · Volleybal (mannen · vrouwen) · Waterpolo (mannen · vrouwen) · Zaalhockey (mannen · vrouwen) · Zaalvoetbal (mannen · vrouwen)
Andorra · Australië · België · Brazilië · Canada · China · Chinees Taipei · Denemarken · Duitsland · Engeland · Estland · Filipijnen · Finland · Frankrijk · Hongarije · Hongkong · Ierland · India · Israël · Italië · Japan · Kazachstan · Kenia · Kosovo · Kroatië · Letland · Litouwen · Luxemburg · Mexico · Nederland · Nieuw-Zeeland · Nigeria · Noorwegen · Oekraïne · Oostenrijk · Polen · Portugal · Puerto Rico · Roemenië · Rusland · Schotland · Servië · Slovenië · Slowakije · Spanje · Tsjechië · Turkije · Verenigde Staten · Wales · Wit-Rusland · Zuid-Korea · Zweden · Zwitserland